# 英格里亞戰爭
英格里亞戰爭（瑞典語：Ingermanländska kriget）是瑞典和俄羅斯在1610年至1617年間爆發的戰爭，戰場在俄羅斯境內，也是俄羅斯動亂時代的一部分。最後俄羅斯戰敗，雙方締結《史托波伏和約》，割讓英格里亞、凱克斯霍姆予瑞典，俄羅斯喪失波羅的海的出海口，瑞典則進入「大國時代」。